# 陳履和
陳履和（1761年—1825年），字介存，號海樓。雲南石屏人。 
歷官山西太谷、浙江東陽等知縣。書法秀健。三十二歲時，至北京會試，遇見當時已五十三歲的崔述，見其所著《考信錄》，大為折服，拜其為師，二人一生相聚只有兩個多月。崔述死後，陳履和輯其遺稿，道光四年（1824年），刊成《崔東壁遺書》。第二年，陳履和卒於東陽知縣任上，“宦囊蕭然，且有負累；一子甫五齡，並無以為歸計”。幸得金华府知府萧元桂仗义纾难，並邀集陈氏同僚，捐助刻资六百两，付清欠债，並得以歸葬石屏。张维屏评论说：“（东壁）先生所著书，履和一人刊行。先生之书不朽，履和为弟子，其笃于师弟之谊若此，亦当附之以不朽矣。”